# Miguel Durán Campos
Miguel Durán Campos (Azuaga, Badajoz, 2 de julio de 1955) es un abogado y empresario español.

## Biografía
Ciego de nacimiento, a la edad de once años se instala con su familia en la localidad de San Baudilio de Llobregat (Barcelona). A los 21 años inicia su actividad profesional como impresor de braille. Licenciado en Derecho por la Universidad Central de Barcelona, Durán abrió un bufete especializado en derecho matrimonial y fiscal, accediendo más tarde al cargo de delegado territorial de la Organización Nacional de Ciegos de España en Cataluña y, desde el 5 de junio de 1986 dirige la Organización. Cuando en 1990 se conceden licencias de televisión privada, y la entidad mencionada se convierte en accionista de Telecinco, Durán es nombrado presidente de la cadena. Compatibiliza ambos puestos, hasta febrero de 1993, con el de presidente de Onda Cero, cadena de radio igualmente participada en aquellas fechas por la ONCE. Durante ese tiempo, además, aparece en pantalla en el programa Este país necesita un repaso (1993-1994). En 1994 tuvo el honor de pregonar el Carnaval de Cádiz.
El 13 de septiembre de 1993 dimitió como director general de la ONCE. El balance de su mandato incluye una diversificación en la actividad de la Organización, con importantes inversiones en el campo de la comunicación (a las ya mencionadas Telecinco y Onda Cero, cabe añadir la Agencia Servimedia y los periódicos El independiente y Diario de Barcelona). El 15 de mayo de 1996 fue, por otro lado, relevado de su cargo como Presidente de Telecinco, tras la adquisición del 25% del accionariado de la cadena por parte del Grupo Correo, siendo sustituido por Alejandro Echevarría.
En 1998 fue imputado por el juez Baltasar Garzón por un presunto delito fiscal y de apropiación indebida durante su mandato al frente de Telecinco. No obstante, la Audiencia Nacional en sentencia de 19 de abril de 2007 lo absolvió.
En 1995 presidió Hipódromo de Madrid, SA, sociedad gestora del Hipódromo de la Zarzuela, con el objetivo de relanzar la Quiniela Hípica. Nombrado asesor de Recreativos Franco, empresa del sector de las máquinas de ocio, entre 1995 y 2009 fue secretario general de la Asociación de Empresarios de Máquinas Recreativas.
En los años 2000 lideró la Plataforma Unitaria de Encuentro para la Democratización de la ONCE (PUEDO), un movimiento crítico con la dirección de la ONCE, en manos del grupo Unidad Progresista (UP). Concurrió a las elecciones internas de la organización en 2007, donde obtuvo el 8% de los votos, frente al 87% de UP.
En 2006, junto a su sobrino Miguel Ángel Durán, abrió el despacho de abogados Durán & Durán Abogados, donde se ha destacado por la defensa judicial de afectados por el fraude de las preferentes, Banco Popular y de Pablo Crespo en el Caso Gürtel.
Desde 2008 es tertuliano habitual en los programas del Grupo Intereconomía, especialmente en El gato al agua de Intereconomía TV.

### Trayectoria política
En su juventud, Durán fue militante del Partido Socialista Unificado de Cataluña (PSUC). En 1995 se afilió a Unión Democrática de Cataluña.
En 2009 fue el cabeza de lista de la coalición Libertas-Ciudadanos de España, donde se integraba el partido Ciudadanos - Partido de la Ciudadanía junto con otras formaciones, en las Elecciones al Parlamento Europeo de 2009, sin llegar a obtener escaño.